# 人妻搾乳飯店
『人妻搾乳飯店』(ひとづまさくにゅうはんてん)は、2006年6月30日にマリンから発売されたアダルトゲームであり、特製の杏仁豆腐で評判の中華料理店を舞台としている。
2007年12月21日には続編の『人妻搾乳百貨店』が発売された。同作では、AfterEffectによるアニメーションが採用されている。
本項では『人妻搾乳百貨店』についても解説する。

## あらすじ

### あらすじ（人妻搾乳飯店）
横浜の中華街にある人気中華料理店「乳々飯店（にゅうにゅうはんてん）」は、特製の杏仁豆腐で人気を集めていた。ある日、経営者が負傷したため、その甥である主人公・中内　潤也が店長代理として呼び出された。初日を乗り切った潤也の前に、従業員である叔母の知り合いである人妻たちが現れ、「明日の分のおっぱいを搾ってほしい」と頼んでくる。件の杏仁豆腐には彼女たちの母乳が使われており、潤也は叔母の代わりとして彼女たちの母乳を搾ることになった。

### あらすじ（人妻搾乳百貨店）
超有名百貨店・乳武百貨店の社長、誉田　可憐は店の弱点と言われるレストラン街の補強のため、「乳々飯店」へテナント出店を要請する。潤也は彼女が提示した条件に驚きつつも製法故に出店を引き受けるのをためらっていたが、出店を期待する従業員たちに押され見学することにした。
見学早々、潤也は誤って受付嬢の胸をもんでしまったところを可憐に見つかり、口止めとして出店せざるを得なくなった。また、従業員のひとり・畑中　美紀の妊娠により母乳の質が変わってしまったため、可憐公認の元、百貨店の従業員たちが母乳を提供することになった。

## 登場人物
中内　潤也（なかうち　じゅんや）
本作の主人公。
『人妻搾乳飯店』では叔母のトラブルがきっかけで「乳々飯店」の店長代理を務めた。
その後正式に「乳々飯店」の店長となり、『人妻搾乳百貨店』では2号店の店長を任された。
畑中　美紀（はたなか　みき）
声：飯田空
「乳々飯店」の従業員で、ちとせとは学生時代の友人である。『人妻搾乳百貨店』の時点では夫と離婚し、潤也と同居しているものの00日規定
和泉　ちとせ（いずみ　ちとせ）
声：金田まひる
「乳々飯店」の従業員。学生時代の友人である美紀とは対照的に遊び人であり、現在の夫とはできちゃった婚で結ばれた。その夫は嫉妬深いものの、「乳々飯店」が勤務先の近くだったことから認められている。
杵島　聖華（きしま　せいか）
声：深井晴花
夫が解雇されたということで「乳々飯店」の門をたたいた人妻。
本人は普通の主婦を自称している一方、言動にずれがある。

### 『人妻搾乳百貨店』からの登場人物
誉田　可憐（ほんだ　かれん）
声：かわしまりの
乳武百貨店の社長。
夫は乳武（ちちぶ）グループの跡取りだが、アジア支店の設立のため日本を離れている。
月崎 めぐみ（つきざき めぐみ）
声：桜川未央
潤也の従妹兼幼馴染で、彼の叔母が送り込んできた。
一ノ宮 未優（いちのみや みゆ）
声：みる
乳武百貨店の受付嬢。婚約者はいるものの、本人にとっては望まぬ結婚だった。
小湊 那奈美（こみなと ななみ）
声：サトウユキ
乳武百貨店に出店している別の飲食店の店長。元々はパート従業員だったが、普通の飲食店にコスプレ要素を取り入れて急成長させた功績を認められ、テナント出店に際して店長に昇格した経緯を持つ。金の匂いをかぎ分けるのが得意で、潤也を狙っている。
大原 さゆり（おおはら さゆり）
声：風華
乳武百貨店のエレベーターガール。
興津 夕紀（おきつ ゆうき）
声：風音
潤也の同級生で、乳武百貨店でネイリストとして働いている。
八積 あみ（やつみ あみ）
声：金田まひる
乳武百貨店の地下の食品売り場の従業員。不注意な性格が原因で、「乳々飯店」にあった母乳の出る漢方薬を飲んでしまう。
三門 静（みかど しずか）
声：深井晴花
乳武百貨店のフロア主任。

## スタッフ
人妻搾乳百貨店
- 原画：飛行海[3]
- シナリオ：想ファクトリー他[3]